# Neuhofen im Innkreis
Neuhofen im Innkreis je obec v rakouské spolkové zemi Horní Rakousy, v okrese Ried.

## Počet obyvatel
K 1. lednu 2013 zde žilo 2 217 obyvatel.

### Vývoj počtu obyvatel
| Jahr | Einwohnerzahlen |
| ---- | --------------- |
| 1869 | 987             |
| 1880 | 1.063           |
| 1890 | 977             |
| 1900 | 959             |
| 1910 | 1.089           |
| 1923 | 1.060           |
| 1934 | 1.130           |
| 1939 | 1.097           |

| Jahr | Einwohnerzahlen |
| ---- | --------------- |
| 1951 | 1.172           |
| 1961 | 1.116           |
| 1971 | 1.322           |
| 1981 | 1.498           |
| 1991 | 1.786           |
| 2001 | 2.125           |
| 2011 | 2.221           |

¹ Zdroj: Statistik Austria